# Preaccensione
Nei motori volumetrici ad accensione comandata, si può avere in alcuni casi la preaccensione o autocombustione della miscela combustibile. Questo fenomeno non affligge i motori Diesel, perché la combustione viene sempre per autoaccensione, dove generalmente la stessa miscela viene immessa nel momento in cui questa deve autoaccendersi.

## Descrizione
Si definisce preaccensione (o autocombustione) una combustione che avviene prima ancora che tra gli elettrodi della candela scocchi la scintilla, questo perché la miscela raggiunge la temperatura di autoignizione a causa del contatto con componenti surriscaldate.
In questi casi la combustione si svolge in pratica come se l'anticipo fosse eccessivo e questa conseguenza può dare origine al battito in testa.

## Cause
Tale fenomeno può essere innescato da molti fattori:
- Punto caldo, come una particella carboniosa incandescente, una bava metallica (residuo di lavorazione).
- Zone calde in prossimità di angoli o spigoli della testata (testata troncoconica).
- Candela d'accensione di grado termico non corretto, con una candela che non riesce a smaltire l'eccesso di calore, si può arrivare a far lavorare gli elettrodi a temperature così elevate da originare l'autoaccensione, mentre una che ne smaltisce troppo favorisce il formarsi di depositi carboniosi.

## Effetti
Tale fenomeno può portare a vari effetti:
- Spegnimento in ritardo

Nei mezzi ad accensione comandata alimentati a carburatore, con al loro attivo elevate percorrenze o più semplicemente nei quali si riscontri un considerevole accumulo di incrostazioni carboniose all'interno delle camere di combustione, tale fenomeno può impedire l'arresto immediato del motore tramite l'utilizzo dell'interruttore principale (il propulsore continua a rimanere in funzione anche per alcuni secondi con il quadro disinserito e volendo è addirittura possibile circolare per le strade sfruttando tale fenomeno), in questo caso risulta più corretto utilizzare il termine autoaccensione.
Tali effetti non si hanno con i motori alimentati ad iniettore o motori diesel, perché in caso d'arresto del motore tramite l'interruttore, vengono automaticamente disinseriti gli iniettori, scongiurando tale fenomeno.
- Minore efficacia del limitatore di giri

Nei mezzi ad accensione comandata alimentati a carburatore e nei mezzi alimentati ad iniettore con il limitatore che interviene solo sull'accensione delle candele, si può avere il motore che continua a salire anche oltre il limitatore di regimi, questo perché anche se la candela non scocca più la scintilla, l'autoaccensione, causata per vari motivi, permette la combustione che altrimenti non ci sarebbe, permettendo di superare il limite del limitatore di regimi.